# Rdza gruszy
Rdza gruszy (ang. rust of juniper, trellis rust of pear) – grzybowa choroba gruszy wywołana przez Gymnosporangium sabinae. Nazywana jest także rdzą gruszy i jałowca. Należy do grupy chorób zwanych rdzami.

## Występowanie i szkodliwość
W Polsce choroba ta ostatnio występuje coraz częściej, głównie w przydomowych ogrodach i na działkach. Prawdopodobnie związane to jest z tym, że jej drugim żywicielem jest jałowiec sabiński, który często uprawiany jest w przydomowych nasadzeniach jako roślina ozdobna. Na plantacjach gruszy choroba pojawia się rzadko i nie ma większego znaczenia gospodarczego.

## Objawy
Na górnej stronie liści gruszy pojawiają się wiosną jaskrawopomarańczowe lub czerwonawe plamy z czarnymi punktami, a liście w tym miejscu grubieją. Czarne punkty to spermogonia grzyba. Z czasem plamy ciemnieją, a na dolnej stronie liścia pod plamami pojawiają się nabrzmienie ze stożkowatymi ecjami o średnicy do 1 mm i wysokości do 3 mm. Ecja zazwyczaj tworzą skupiska, często w postaci pierścienia.
Dojrzałe ecja pękają podłużnie i wydobywają się z nich ecjospory. Warunkiem ich dalszego rozwoju jest dostanie się na liście jałowca sawiny, który jest żywicielem pośrednim. Wiosną w drugim roku po zasiedleniu jałowca tworzą się na nim żółte telia. Powstają w nich teliospory, które po uwolnieniu się z teliów kiełkują wytwarzając podstawki. Powstające na podstawkach bazydiospory przenoszone przez wiatr dokonują infekcji gruszy.
Znacznie rzadziej niż na liściach pojawiają się objawy rdzy gruszy także na ogonkach liściowych, pędach i owocach w postaci pomarańczowych wzniesionych i twardych plam. Porażone owoce zazwyczaj opadają na ziemię, te zaś, które zostaną na drzewie, nie nadają się do spożycia.

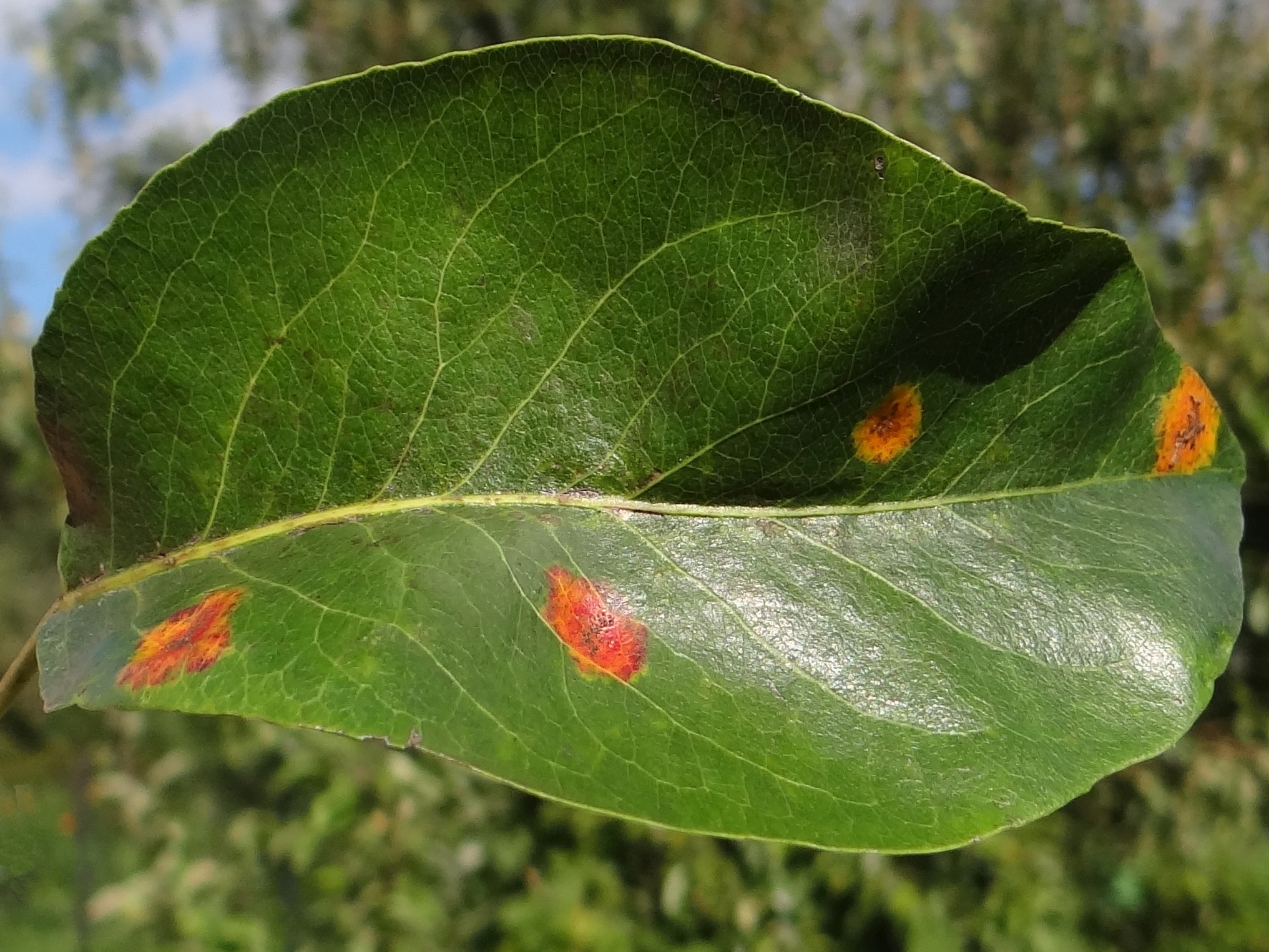
Plamy na liściu
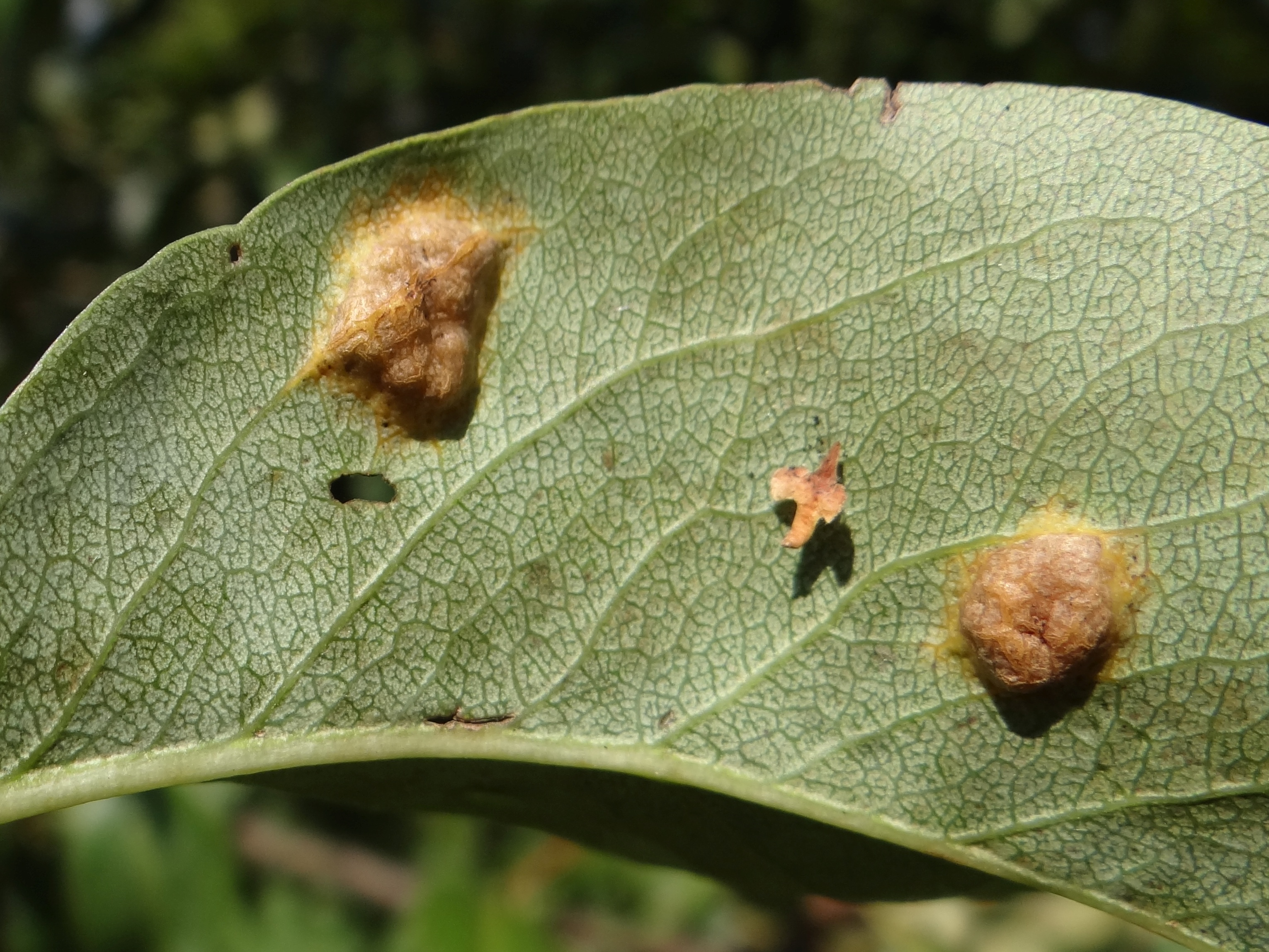
Nabrzmienia na dolnej stronie liścia pod plamami
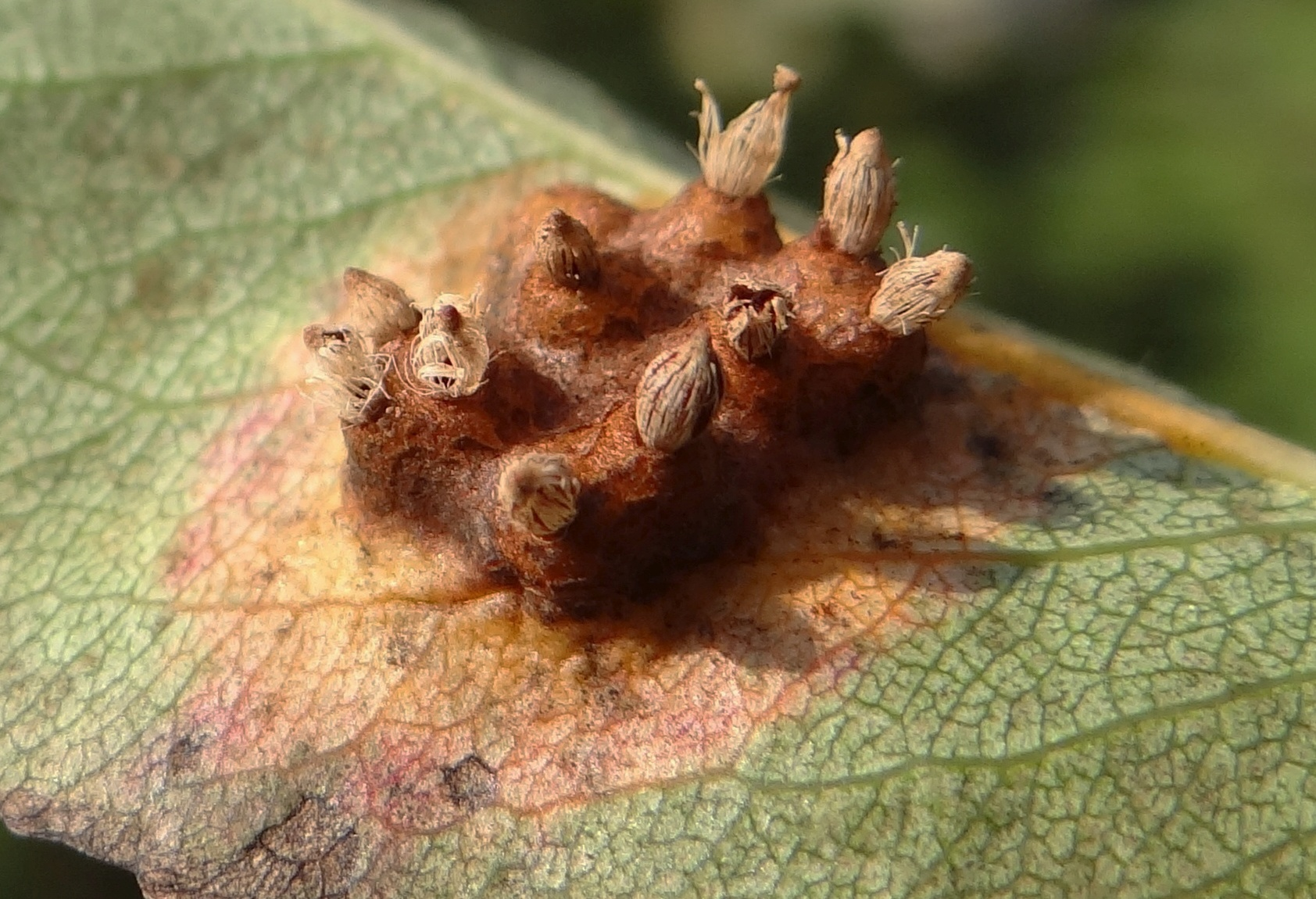
Ecja na nabrzmieniach
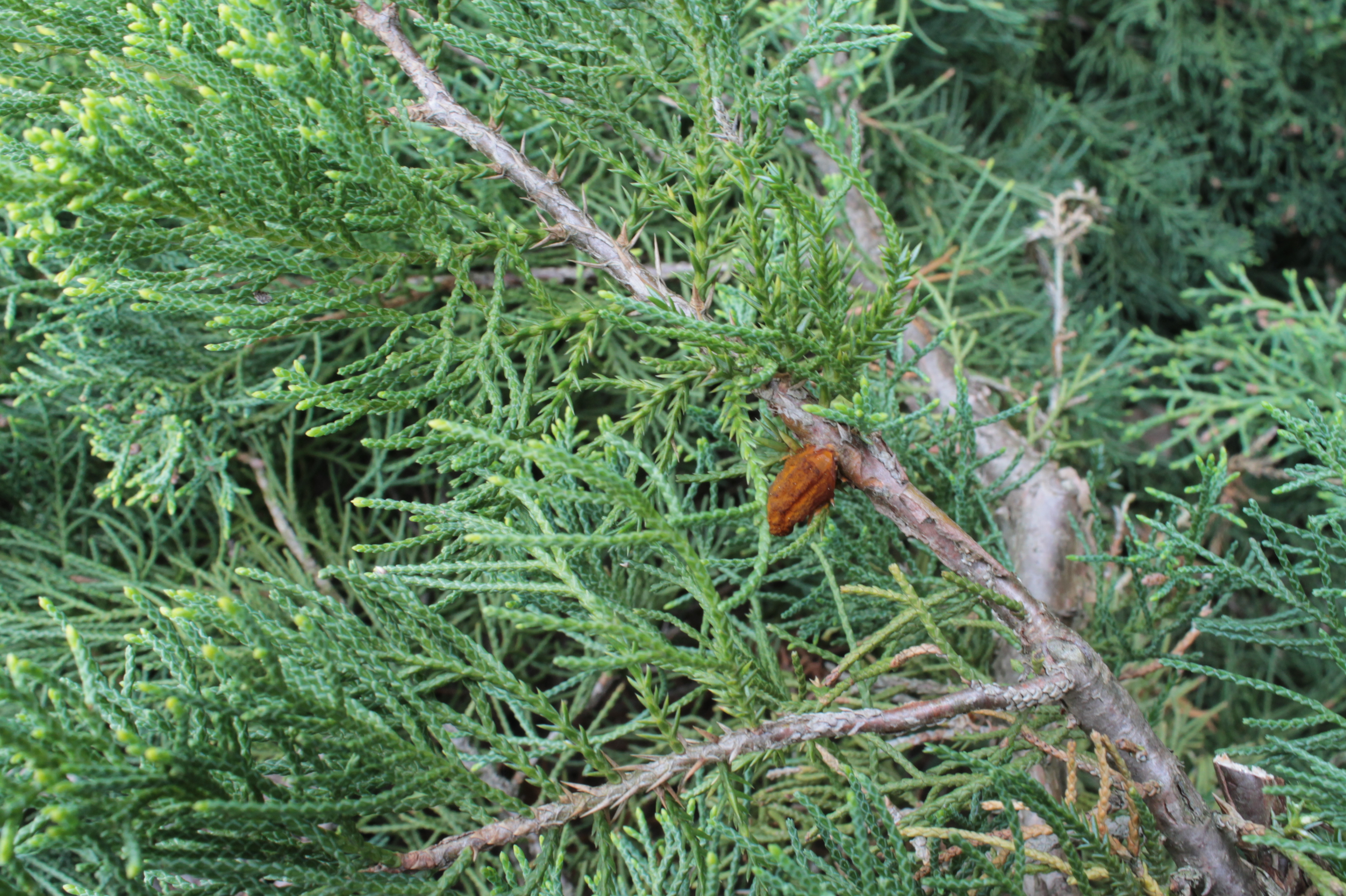
Oznaki etiologiczne na jałowcu sawina

## Epidemiologia
Patogen zimuje w postaci grzybni na pędach jałowca. W Polsce żywicielem tego patogena jest tylko jałowiec sawiński, w innych rejonach może on pasożytować także na innych gatunkach jałowców, niewystępujących w Polsce. Powstające na jałowcu bazydiospory dokonujące infekcji pierwotnych na liściach grusz. Przenoszone są przez wiatr na odległość do kilkuset metrów. W miejscach, w których bazydiospory wniknęły do liści grusz powstają pomarańczowe plamy z czarnymi punkcikami – są to spermogonia w których powstają spermacja. Na dolnej stronie liści rozwijają się pod plamami ecja wytwarzające bezpłciowo zarodniki zwane ecjosporami. Jesienią przenoszone przez wiatr ecjospory infekują pędy jałowca sabińskiego i w następnym roku po infekcji rozwijają się w nich teliospory.
Na pędach jałowca grzybnia G. sabinae może rozwijać się przez wiele lat i co roku wytwarzać nowe generacje teliów. Na liściach gruszy rozwija się tylko od wiosny do jesieni, ale w następnym roku liście mogą być zainfekowane nową generacją teliów. Brak urediniospor powoduje, że nie występują infekcje wtórne.

## Ochrona
Jałowiec sawina jest uprawiany jako roślina ozdobna. Można zapobiegać chorobie przez usunięcie krzewów jałowca sawiny, lub zastąpienie go innymi gatunkami jałowca. Wśród uprawianych w Polsce gatunków jałowca tylko jałowiec sawina jest żywicielem Gymnosporangium sabinae. Nie zawsze jednak jest to skuteczne – zarodniki tego pasożyta mogą być przez wiatr przenoszone nawet na odległość kilkuset metrów. Skuteczniejszą metoda jest używanie do nasadzeń odmian gruszy odpornych lub mało wrażliwych na rdzę gruszy. Są to np. 'Paryżanka', 'Bera Hardy', 'Lukasówka'. Unikać natomiast należy uprawy odmian wrażliwych na tę chorobę – 'Bonkreta Williamsa' i 'Faworytka' (‘Klapsa’).
Skutecznie chorobę zwalczają fungicydy używane do opryskiwań przeciwko parchowi gruszy.